# گئورگی کنراد
جورج کُنراد (مجاری: György Konrád; زاده ۲ آوریل ۱۹۳۳ – درگذشته ۱۳ سپتامبر ۲۰۱۹) رمان‌نویس، جستارنویس، جامعه‌شناس و روزنامه‌نگار مدافع آزادی فردی اهل مجارستان بود.
او برندهٔ جوایزی همچون مدال گوته، جایزه کشوت، جایزه حقوق بشر فرانتس ورفل، و جایزه صلح کتاب‌فروشان آلمان شده‌است.